# Nataraja-Tempel

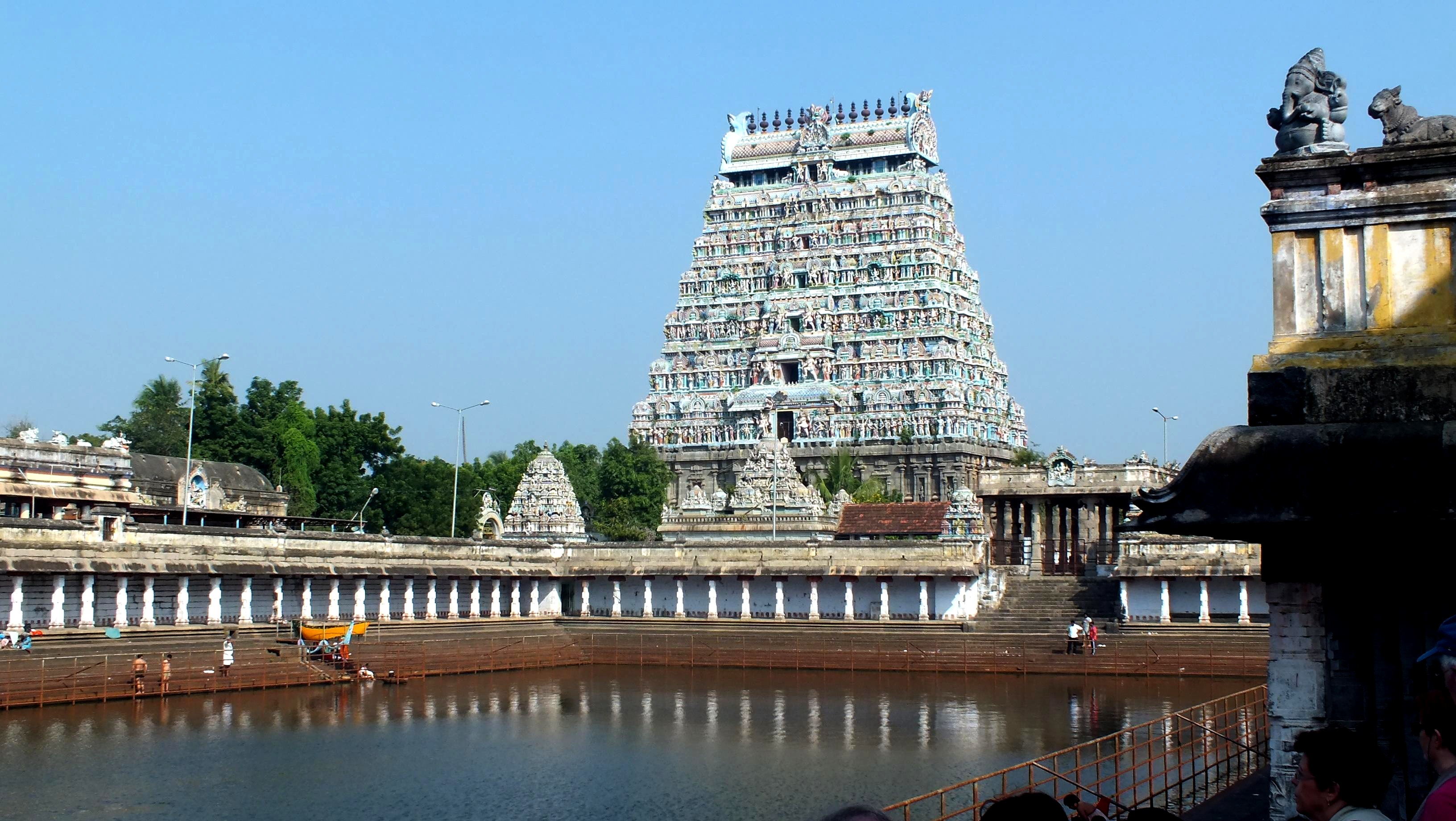
Blick über den Tempelteich auf den Nordgopuram des Nataraja-Tempels

Der Nataraja-Tempel (auch Sabhanayaka-Tempel) ist ein Hindu-Tempel in der Stadt Chidambaram im südindischen Bundesstaat Tamil Nadu. Er ist Nataraja, einer Erscheinungsform des Gottes Shiva, geweiht. Als Ort, an welchem dem Mythos zufolge Shiva als „König des Tanzes“ seinen kosmischen Tanz vollführt haben soll, gehört der Nataraja-Tempel zu den wichtigsten shivaitischen Heiligtümern Indiens. Chidambaram scheint bereits früh ein religiöses Zentrum gewesen zu sein und wird ab dem 7. Jahrhundert in der Dichtung erwähnt. In seiner heutigen Form stammt der Nataraja-Tempel im Wesentlichen aus der Spätzeit der Chola-Dynastie (11.–13. Jahrhundert) mit einigen Zusätzen aus der Pandya- und Vijayanagar-Zeit (13.–16. Jahrhundert).
Der Nataraja-Tempel ist ein hervorragendes Beispiel der dravidischen Tempelarchitektur. Wie es für diesen Baustil kennzeichnend ist, hat der Tempel einen rechteckigen Grundriss und ist nach geometrischen Prinzipien aufgebaut. Der mit über 15 Hektar sehr weitläufige Tempelkomplex besteht aus vier konzentrischen Bereichen, die um den dem Gott Nataraja geweihten Hauptschrein herum aufgebaut sind. Daneben gehören zu dem Tempelkomplex zahlreiche weitere Bauteile, darunter Nebenschreine, mehrere große Tempelhallen, ein Tempelteich und vier hoch aufragende Tortürme (gopurams).

## Geschichte
Der Nataraja-Tempel ist ein gewachsener Gebäudekomplex mit Bauteilen sehr unterschiedlichen Alters, die teilweise mehrfach umgebaut sein können. Daher ist es oft sehr schwierig, das Alter der jeweiligen Gebäudeteile zu bestimmen. Kein Teil des Tempels lässt sich mit Sicherheit vor die Zeit der späten Chola-Könige (1070–1279) datieren. Es ist aber davon auszugehen, dass die Ursprünge etwa des Hauptschreins weiter in die Vergangenheit zurückreichen. Die frühe Geschichte des Tempels von Chidambaram liegt weitgehend im Dunkeln. Sicher ist, dass das Heiligtum bereits zur Zeit der Dichter Appar, Sambandar und Sundaramurti existierte, die im 7. und 8. Jahrhundert in ihren devotionalen Tevaram-Hymnen Shivas Tanz in Tillai (so der alte Name Chidambarams) besangen.
Für den Bau des Nataraja-Tempels sind im Wesentlichen die Chola-Könige verantwortlich, die zwischen dem 9. und 13. Jahrhundert über große Teile Südindiens herrschten. Die Cholas machten Nataraja zu ihrer Familiengottheit und begannen, den Tempel von Chidambaram zu fördern. König Aditya I. (reg. 871–907) oder sein Sohn Parantaka I. (reg. 907–955) ließ das Dach des Schreines mit Gold überziehen, welches die Cholas durch ihre Kriegszüge angehäuft hatten. Rajaraja I. (reg. 985–1014), zu dessen Zeit das Chola-Reich den Höhepunkt seiner Macht erreichte, vernachlässigte den Nataraja-Tempel und ließ stattdessen in der Hauptstadt Thanjavur den Brihadisvara-Tempel als Zeichen seiner imperialen Herrschaft errichten. Sein Nachfolger Rajendra I. (reg. 1014–1044) verlegte die Hauptstadt nach Gangaikonda Cholapuram und erbaute dort ebenfalls einen großen Tempel. Erst unter Kulottunga I. (reg. 1070–1120) wandte sich das Interesse der Chola-Könige wieder dem Nataraja-Tempel zu. Die späten Chola-Könige wählten Chidambaram als ihre Krönungsstätte und scheinen teilweise über längere Zeit im Tempel Residenz gehalten zu haben. Der größte Teil des Tempelkomplexes, wie er heute existiert, entstand unter der Herrschaft Kulottungas und seiner Nachfolger im 12. Jahrhundert.

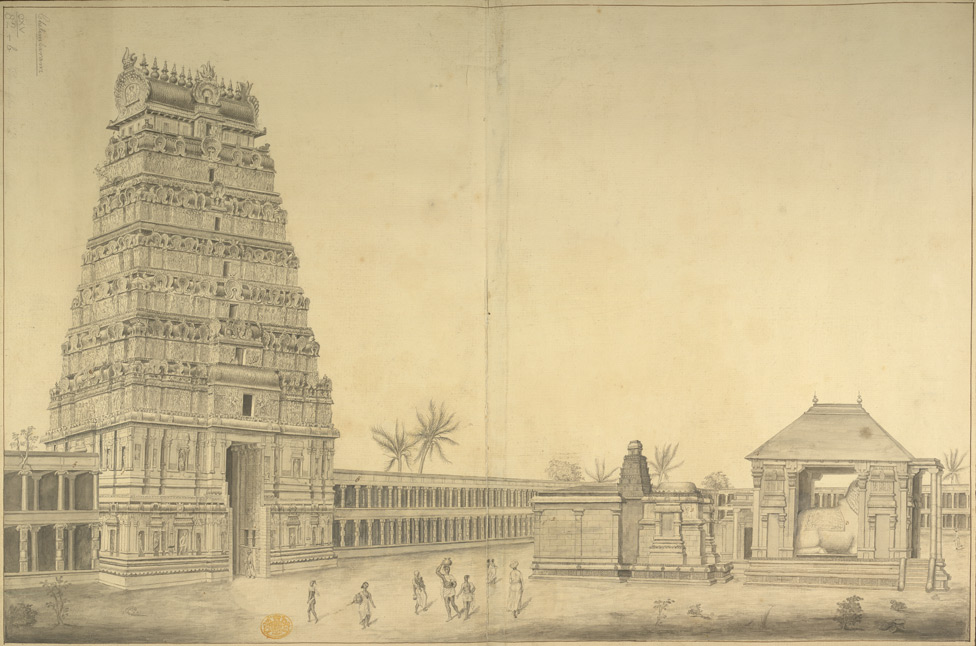
F. Swain Ward: View of the Pagoda of Chelimbaram, um 1762

Mit dem Niedergang des Chola-Reiches geriet Chidambaram im 13. Jahrhundert in den Einflussbereich lokaler Machthaber sowie der in Madurai residierenden Pandya-Könige, die einige Umbauten im Nataraja-Tempel veranlassten. Nach einem kurzen muslimischen Zwischenspiel kam Chidambaram gegen Ende des 14. Jahrhunderts wie ganz Südindien unter die Herrschaft des Vijayanagar-Reiches. Während die Könige von Vijayanagar an anderen Orten große Tempelbauprojekte unternahmen, veranlassten sie im Nataraja-Tempel nur kleinere Baumaßnahmen. Im Laufe des 18. Jahrhunderts nutzten die Kolonialmächte Großbritannien und Frankreich während der Karnatischen Kriege, in denen sie um die Vorherrschaft in Südindien rangen, mehrfach den wehrhaften Nataraja-Tempel als Festung. Wegen der Kriegswirren wurde das Götterbild des Nataraja nach Tiruvarur in Sicherheit gebracht und kehrte erst 1773 wieder nach Chidambaram zurück. Mit dem Beginn der britischen Kolonialzeit endete die Förderung des Nataraja-Tempels durch königliche Herrscher. Hingegen machten sich ab dem 19. Jahrhundert vor allem reiche Händler aus der Kaste der Nattukottai Chettiars um den Tempel verdient und finanzierten zahlreiche kleinere Umbau- und Instandhaltungsmaßnahmen. Die letzte große Renovierung des Tempels kulminierte 1987 in einer großen Neueinweihungszeremonie (mahakumbhabhisheka).

## Lage
Der Nataraja-Tempel ist nicht nur die alles überragende Sehenswürdigkeit der ansonsten eher unbedeutenden 60.000-Einwohner-Stadt Chidambaram, sondern bildet auch den Mittelpunkt des Ortes. Der Stadtgrundriss Chidambarams richtet sich nach dem Nataraja-Tempel: Mehrere rechteckige Straßenringe umgeben ihn seinen Umrissen folgend, Querstraßen laufen axial auf die Eingangstore zu. Der innerste der Straßenringe wird durch die Straßen East Car Street, South Car Street, West Car Street und North Car Street gebildet. Die Straßen sind mit 18 Metern auffällig breit. Sie werden bei den Tempelfesten für die großen Prozessionen genutzt. Der Name Car Street rührt von den großen Tempelwagen (englisch: car) her, die dabei um den Tempel herum gezogen werden und für die restliche Zeit an der East Car Street gegenüber dem Osteingang des Tempels abgestellt sind. Die zwischen der Car Street und der Tempelmauer gelegenen Häuser bilden das Wohnviertel der Priester des Tempels. Mit seinem konzentrisch um den Nataraja-Tempel herum aufgebauten Stadtgrundriss verkörpert Chidambaram den klassischen Typus der südindischen Tempelstadt.

## Architektur

### Überblick

Grundriss (Zahlen beziehen sich auf den Text)

Der Nataraja-Tempel umfasst einen weitläufigen Komplex mit einem rechteckigen Grundriss von rund 450 × 330 Metern und einer Fläche von über 15 Hektar. Den Mittelpunkt des Tempels bildet das Allerheiligste mit dem Götterbild Natarajas. Vier Mauerringe, welche das zentrale Heiligtum umgeben, gliedern den Tempelkomplex in vier konzentrische Bereiche (Prakaras genannt). Je näher man sich dem Mittelpunkt nähert, desto heiliger wird der Bereich. So müssen Tempelbesucher ihre Schuhe an der dritten Umfassungsmauer ablegen, ab den beiden innersten Bereichen ist das Fotografieren verboten, den Nataraja-Schrein schließlich dürfen allein die Tempelpriester betreten.
Der äußerste Prakara gehört im engeren Sinn nicht zum eigentlichen Tempel. Er besteht aus Gärten und Palmenhainen, die für die Öffentlichkeit nicht zugänglich sind. Die äußerste Umfassungsmauer besitzt in jeder der vier Himmelsrichtungen ein einfaches Eingangstor, von dem jeweils ein Durchgang zum dritten Prakara führt. Die vier Tore in der dritten Umfassungsmauer werden von jeweils einem massiven Gopuram (1–4) bekrönt. Der dritte Prakara ist nicht komplett rechteckig, sondern hat in der Nordwestecke eine Ausbuchtung. Er besteht größtenteils aus gepflasterten Hofflächen und beherbergt den Tempelteich (5), zwei große Säulenhallen – die Hundert-Säulen-Halle (6) und die Tausend-Säulen-Halle (7) – sowie Nebenschreine für Shivas Gattin Shivakamasundari (8) und seine Söhne Murugan (9) und Ganesha (10). Der Bereich innerhalb der beiden innersten Mauerringe ist größtenteils überdacht. Hier verbinden sich zahlreiche Bauteile zu einem verwinkelten und schwer zu überschauenden Komplex. Zum zweiten Prakara gehören neben zahlreichen Kolonnaden und Korridoren zwei Tempelhallen – die Deva Sabha (11) und die Nritta Sabha (12) – der Mulasthana-Schrein (13) sowie weitere kleinere Schreine. Im innersten Prakara liegen der Govindaraja-Schrein (14) sowie schließlich das Allerheiligste des Tempels, die Chit Sabha samt der direkt daran angeschlossenen Kanaka Sabha (15).
Der Nataraja-Tempel vertritt den Dravida-Stil, die in Südindien vorherrschende Richtung der Tempelbaukunst. Kennzeichnend sind vor allem die markanten Gopurams und der nach geometrischen Prinzipien konzentrisch um den Hauptschrein herum aufgebaute und an den Himmelsrichtungen orientierte Grundrissplan. Jedoch weist der Nataraja-Tempel nicht dieselbe strenge Symmetrie auf wie etwa die Tempel von Madurai oder Srirangam. So stehen die Gopurams nicht in einer Linie, sondern sind seitlich gegeneinander versetzt.

### Schreine

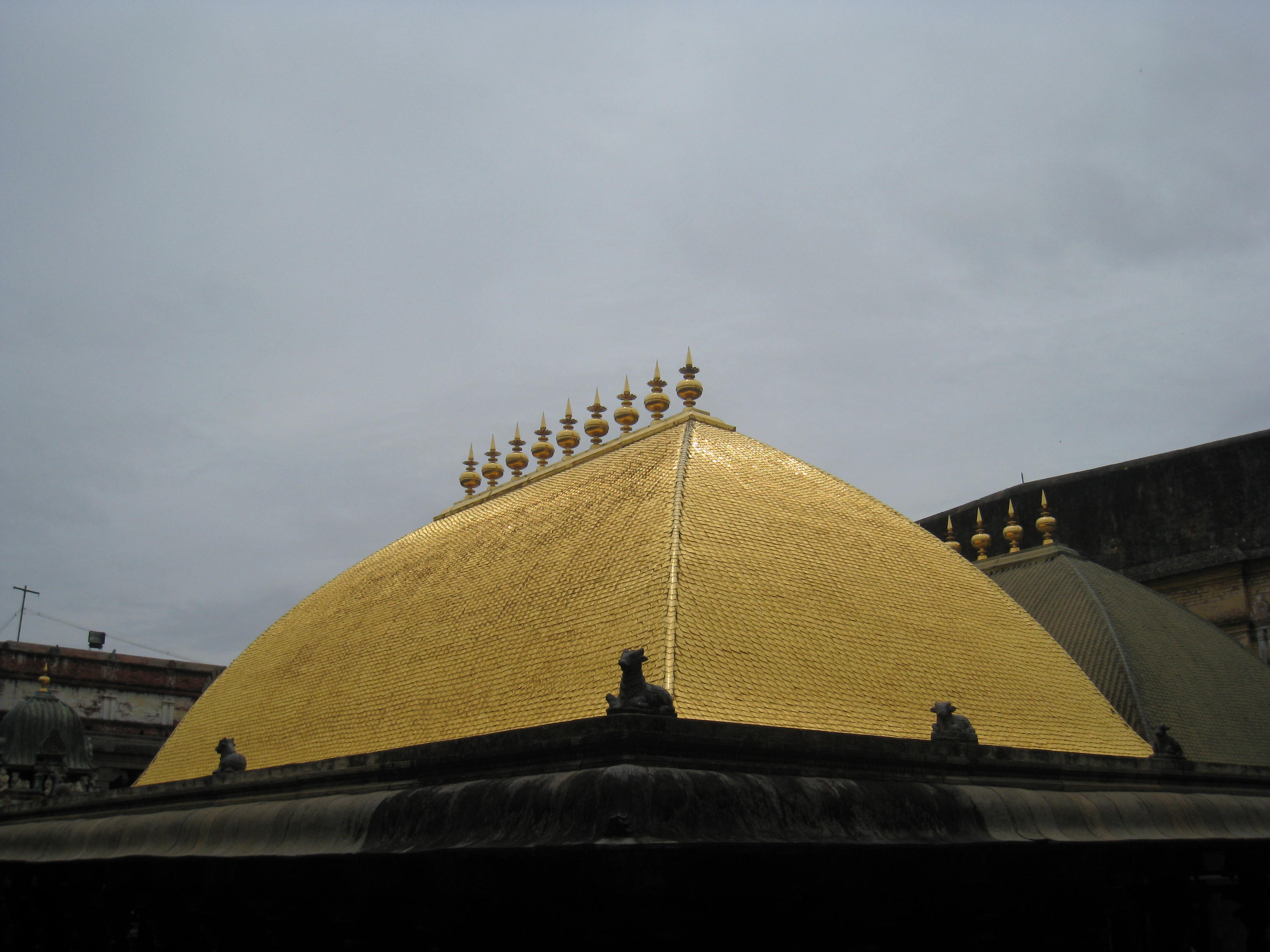
Das goldene Dach des Nataraja-Schreins

Das Allerheiligste des Nataraja-Tempels trägt den Namen Chit Sabha und beherbergt ein rund einen Meter hohes Bronzebildnis Shivas in seiner anthropomorphen Form als Nataraja („König des Tanzes“). Unter dem tamilischen Namen Chitrambalam („kleine Halle“) wird sie bereits in den Tevaram-Hymnen erwähnt. Später wurde der Name auf Sanskrit umgedeutet und in Chit Sabha („Halle des Bewusstseins“) abgeändert. Auch wenn nicht genau feststellbar ist, wie alt die Chit Sabha in ihrer heutigen Bausubstanz ist, scheint sie doch auf einen sehr alten Schrein zurückzugehen. In architektonischer Hinsicht ist die Chit Sabha sehr ungewöhnlich: Sie hat einen rechteckigen Grundriss von weniger als 8 × 4 Metern, ist aus Holz gebaut und hat ein vergoldetes Dach, dessen gewölbte Form an ein Strohdach erinnert; zudem blickt das Standbild Natarajas nach Süden. Üblicherweise sind im Dravida-Stil Schreine dagegen aus Stein gebaut, quadratisch, werden von einem pyramidalen Vimana bedeckt und sind nach Osten ausgerichtet. Die Chit Sabha steht auf einer rund einen Meter hohen Plattform und öffnet sich nach Süden hin zu der direkt angebauten Kanaka Sabha („goldene Halle“), die als eine Art Vorhalle des Hauptschreins dient. Das Dach der Kanaka Sabha hat dieselbe Form wie das der Chit Sabha, ist aber kupferfarben. Eine doppelte Kolonnade umgibt Chit Sabha und Kanaka Sabha.

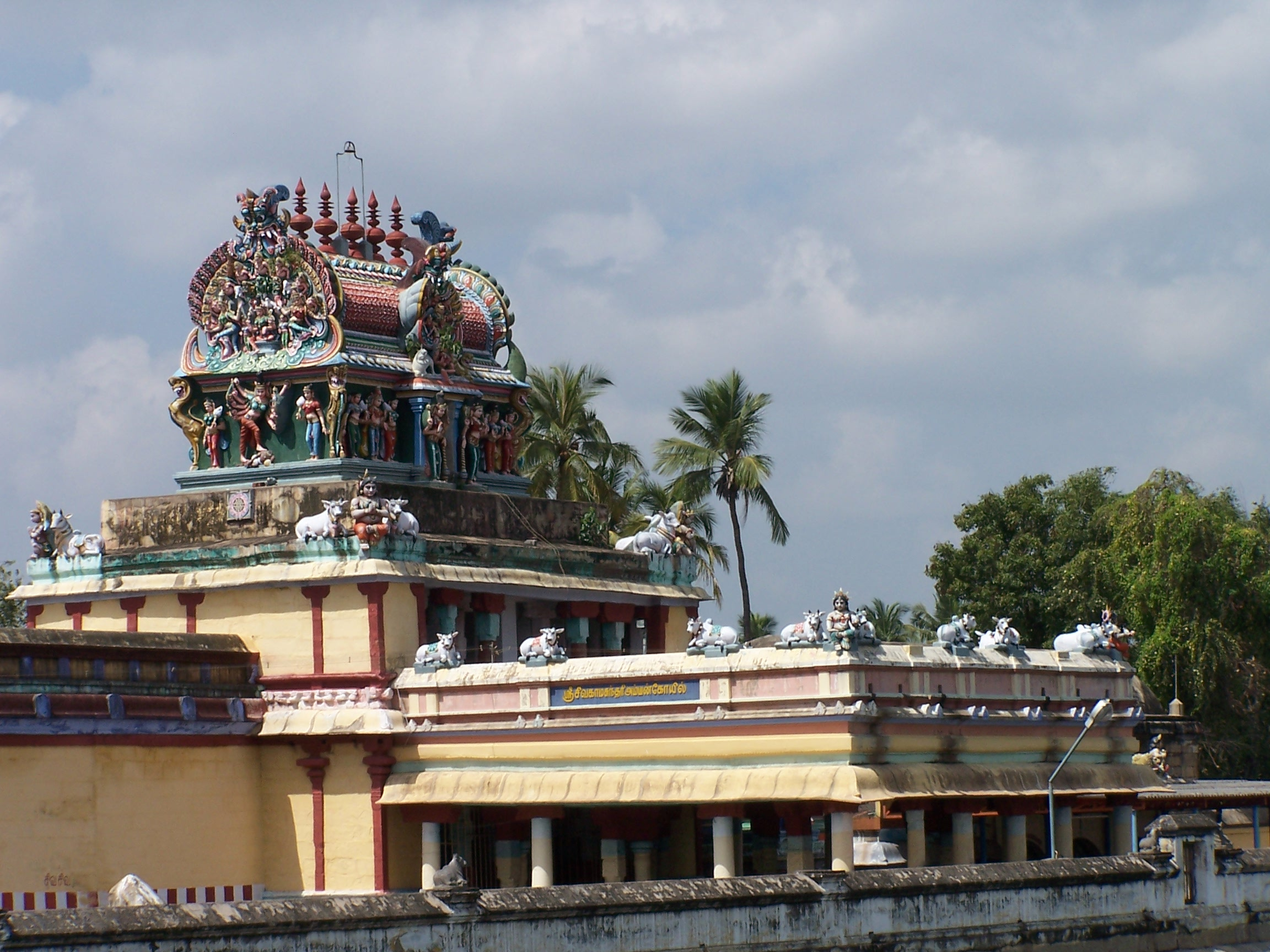
Shivakamasundari-Schrein

Der zweitwichtigste Schrein des Nataraja-Tempels ist Shivas Gattin Shivakamasundari (der lokalen Form der Göttin Parvati) geweiht. Der Shivakamasundari-Schrein stammt aus der Chola-Zeit. Er befindet sich im dritten Prakara und hat eine eigene Umfassungsmauer mit einer zweistöckigen Kolonnade. Dem Schrein vorgebaut ist eine Säulenhalle aus dem 17. Jahrhundert, deren Dach mit reichen Malereien verziert ist. Ebenfalls auf den Hof des dritten Prakaras befinden sich zwei Nebenschreine für die Söhne Shivas und Parvatis, Subramanya (Murugan) und Vinayaka (Ganesha). Der Murugan-Schrein stammt aus der Pandya-Zeit des 13. Jahrhunderts und zeichnet sich durch seine kunstvoll verzierten Säulen aus.
Außer in seiner Gestalt als Nataraja wird Shiva im Mulasthana-Schrein auch in Form eines nicht-bildhaften Lingas verehrt. Der Schrein liegt im zweiten Prakara nördlich des Hauptschreins und wurde vermutlich im 13. Jahrhundert erbaut. Im innersten Prakara in unmittelbarer Nachbarschaft zum Nataraja-Schrein befindet sich ein 1539 fertiggestellter Schrein für Govindaraja (Vishnu). Hinzu kommen zahlreiche weitere, weniger bedeutende Schreine, die anderen Erscheinungsformen Shivas und weiteren Gottheiten gewidmet sind, sowie den 63 Nayanmars, den in Tamil Nadu als shivaitische Heilige verehrten Hymnendichtern.

### Tempelhallen

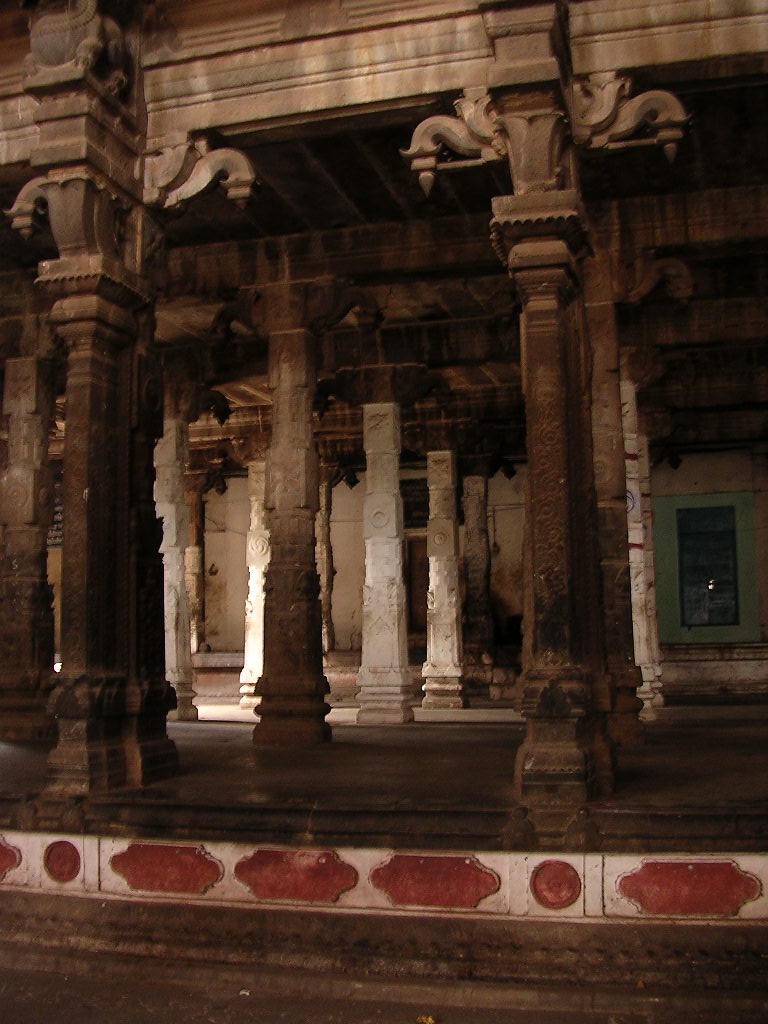
Säulen im Inneren des Nataraja-Tempels

Zum Komplex des Nataraja-Tempels gehören mehrere Tempelhallen. Im zweiten Prakara befindet sich in einer Linie mit der Chit Sabha die Nritta Sabha („Tanzhalle“). Aus architektonischer Sicht ist sie der Chola-Zeit zuzuordnen, doch mag sich an ihrer Stelle bereits früher ein Schrein befunden haben, der möglicherweise der Göttin Kali geweiht war. Mit ihren 54 reich skulpturierten Steinsäulen und den Verzierungen in Form von Wagenrädern und Pferden an den Außenwänden, die einen Tempelwagen (Ratha) nachbilden, gehört die Nritta Sabha zu den kunstvollsten Gebäuden des Tempelkomplexes. Ebenfalls im zweiten Prakara liegt östlich des Hauptschreins die Deva Sabha („Götterhalle“). Die geräumige Halle hat eine Fläche von rund 15 × 15 Metern, erreicht eine Höhe von 19,5 Metern und wird ebenfalls von einem hohen gewölbten Dach gedeckt. Sie dient zur Aufbewahrung der bronzenen Prozessionsstandbilder der Götter, die bei den Tempelfesten herausgetragen werden, sowie als Versammlungshalle der Priester.
Auf dem Hof im dritten Prakara befinden sich zwei große Säulenhallen, die Hundert-Pfeiler-Halle und die Tausend-Säulen-Halle. Die Hundert-Pfeiler-Halle ist ca. 48 × 35 Meter groß und liegt im westlichen Bereich an die dritte Umfassungsmauer und die Mauer des Shivakamasundari-Schreines angelehnt. Die Tausend-Säulen-Halle befindet sich freistehend im nordöstlichen Bereich des Tempelareals und ist mit 106 × 58 Metern die größte der Tempelhallen. Sie ist auch als Raja Sabha („Königshalle“) bekannt, weil sie ursprünglich Mitte des 12. Jahrhunderts als Audienzhalle der Chola-Könige entstanden war. Heute nutzt man sie für bestimmte Zeremonien bei den großen Tempelfesten.

### Tempelteich

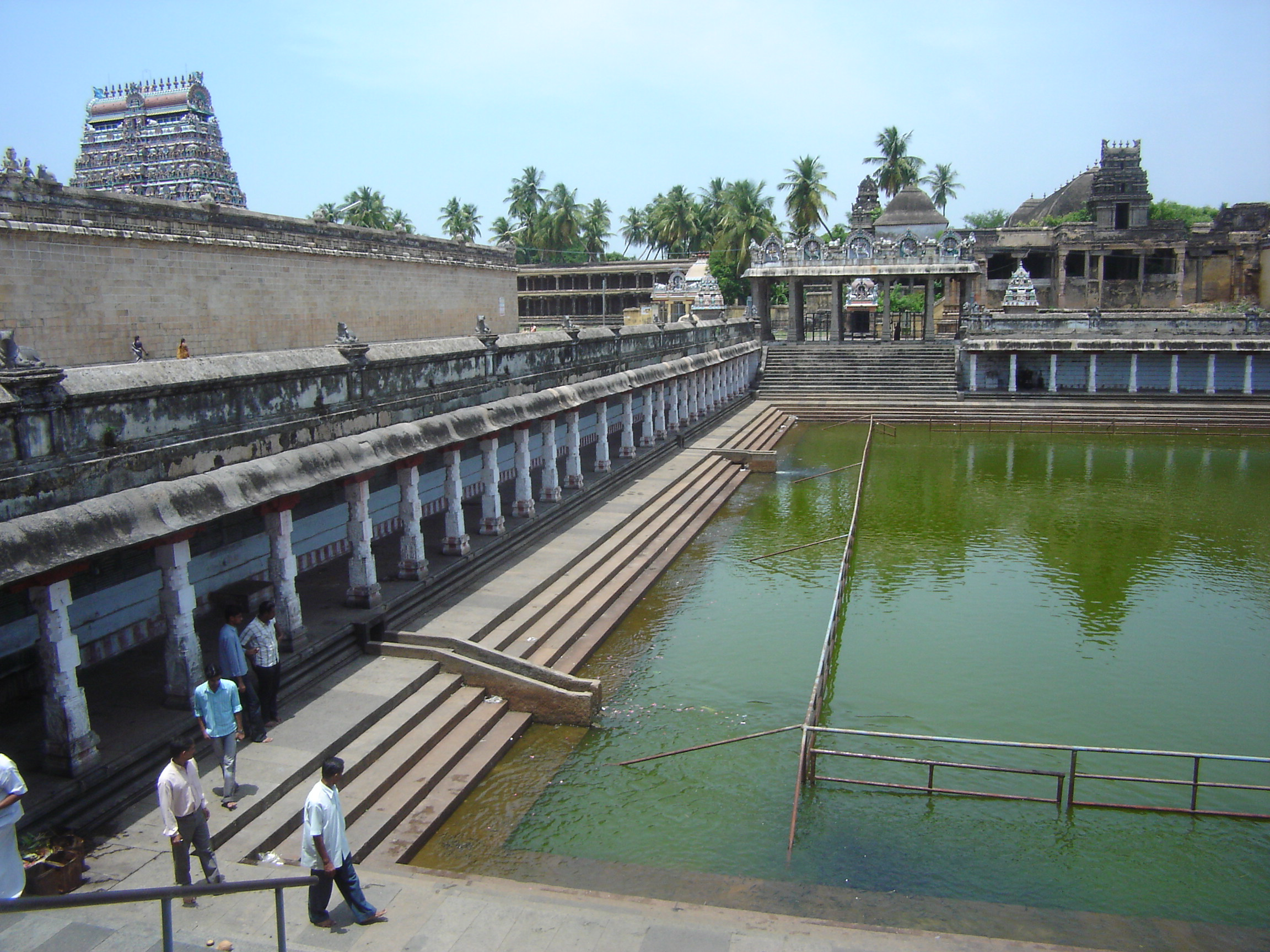
Der Shivaganga-Tempelteich

Wie fast alle großen Tempel Tamil Nadus verfügt der Tempel von Chidambaram über einen Tempelteich. Dieser ist als Shivaganga-Teich bekannt, nach der Göttin Ganga, der Personifikation des Flusses Ganges. Es handelt sich um ein 105 × 61 Meter großes rechteckiges Becken im Hofbereich des dritten Prakara. Während der Chola-Zeit wurde der Teich mit zum Wasser führenden Treppenstufen (Ghats) und einem Säulengang eingefasst. Der Shivaganga-Teich dient Gläubigen als Ort für rituelle Waschungen. Er ist einer von insgesamt zehn heiligen Badeplätzen (tirthas) in Chidambaram. Dazu zählt auch der Paramananda-Kupa-Brunnen nahe der Chit Sabha, aus welchem das Wasser für die Rituale im Allerheiligsten stammt, sowie weitere Teiche in und um Chidambaram und schließlich das nahe gelegene Meer.

### Gopurams

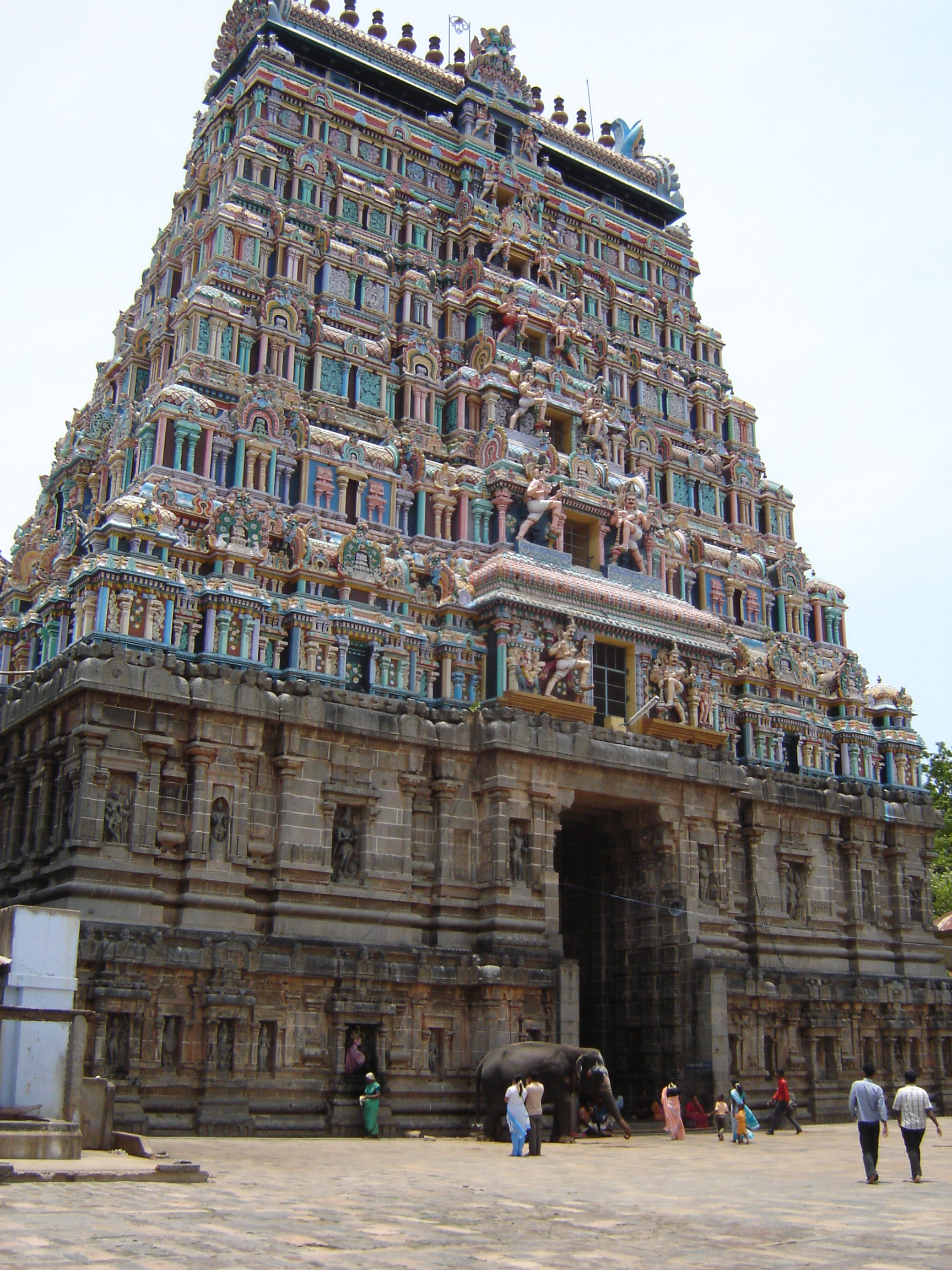
Ostgopuram des Nataraja-Tempels

Das markanteste Bauelement des Nataraja-Tempels sind die für den Dravida-Stil typischen auf querrechteckigem Grundriss erbauten Tortürme (gopurams). Diese vier weithin sichtbaren Türme in der dritten Umfassungsmauer erreichen Höhen von bis zu 42 Metern. Der älteste der Gopurams ist der Westgopuram (um 1175), gefolgt von dem Ost- (um 1200) und Südgopuram (1250). Der Nordgopuram wurde wahrscheinlich im 13. Jahrhundert begonnen, aber erst im 16. Jahrhundert unter dem Vijayanagar-Herrscher Krishnadevaraya fertiggestellt. Alle vier Gopurams folgen aber demselben Bauplan: Sie bestehen aus einem massiven zweistöckigen Steinsockel, einem sieben Stockwerke hohen pyramidalen Überbau und einem Dachaufsatz. Die Sockel enthalten Nischen mit Statuen verschiedener Erscheinungsformen Shivas, anderer Götter und mythischer Gestalten. Im Ost- und Westgopuram befinden sich an den Seiten des Tordurchgangs Reliefdarstellungen, welche die 108 Tanzpositionen des klassischen indischen Tanzes zeigen. Die bunt bemalten Überbauten sind mit Stuckfiguren geschmückt. Der Haupteingang des Tempels führt durch den Ostgopuram. Hier steht ein Tempelelefant, der die Besucher gegen eine Geldspende durch eine Berührung mit dem Rüssel segnet.
Im Tempelinneren befinden sich weitere, deutlich niedrigere Gopurams. Die zweite Umfassungsmauer hat im Westen und Osten jeweils einen Gopuram, der in einer Linie mit dem Nataraja-Schrein steht. In der innersten Umfassungsmauer befinden sich drei Tortürme: Einer im Süden und einer im Osten, beide ebenfalls am Hauptschrein orientiert, sowie ein weiterer im Osten, der in einer Linie mit dem Govindaraja-Schrein steht. Auch der Shivakamasundari-Schrein verfügt in seiner Umfassungsmauer über einen Ostgopuram.

## Religiöse Bedeutung

### Mythos

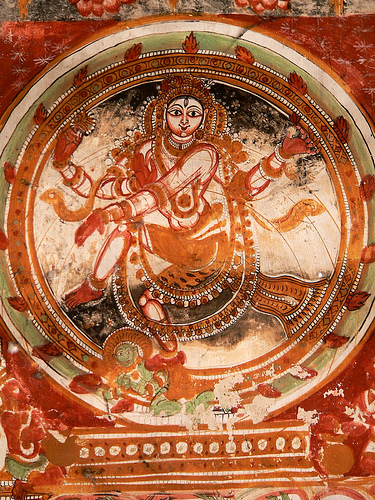
Shivas Tanz als Nataraja. Fresko im Nataraja-Tempel.

Wie fast jeder wichtige südindische Tempel besitzt auch der Tempel von Chidambaram eine eigene Ortslegende, welche die Gründungsgeschichte des Tempels erzählt. Sie ist in zwei Versionen überliefert: Im auf Sanskrit geschriebenen Chidambaramahatmya, das eventuell aus dem 12. oder 13. Jahrhundert stammt, und in einer tamilischsprachigen Version mit dem Titel Koyirpuranam, die der Autor Umapati Shivacharya im 14. Jahrhundert verfasste.
Das Chidambaramahatmya erzählt: Ein Weiser begab sich in einen Wald von Tillai-Bäumen in Chidambaram, um Askese zu üben, und verehrte dort am Ufer eines Teiches ein Linga, indem er es mit Blumen schmückte. Er bat Shiva, ihm die Klauen eines Tigers zu verleihen, damit er auf die Bäume klettern und dort die besten Blumen für die Verehrung seines Herrn pflücken könne. Shiva gewährte dem Weisen diese Bitte, und seitdem nennt man ihn vyaghrapada, Tigerfuß. Shiva begab sich in der Gestalt eines Asketen zusammen mit Vishnu, der die Form einer schönen Frau angenommen hat, in den Wald Daruvana, wo eine Schar von Sehern (Rishis) lebte. Während Vishnu die Rishis betörte, verführte Shiva ihre Frauen. Die Seher wurden zornig und hetzen nacheinander einen Tiger, eine Schlange sowie eine Antilope auf Shiva, um ihn zu töten. Shiva aber besiegte die Tiere und trug ihre Haut als Schmuck. Auch einen zwergenhaften Dämon bezwang Shiva und begann auf seinem Rücken zu tanzen. Vishnu, der den Tanz verfolgt hatte, berichtete der Schlange Shesha von dem, was er gesehen hatte. Shesha wünschte den Tanz Shivas zu sehen, daher inkarnierte er sich in halb-menschlicher Form als Patanjali und begab sich nach Chidambaram. Dort führte Shiva vor Vyaghrapada, Patanjali und einer Schar von dreitausend Brahmanen seinen Tanz auf. Später kam ein bengalischer König namens Hiranyavarman nach Chidambaram. Nach einem Bad im Teich des Tillai-Waldes erhielt er einen goldenen Körper und wurde zu einem Verehrer Shivas. Hiranyavarman erbaute in Chidambaram einen Tempel und holte die dreitausend Priester, die sich zwischenzeitlich nach Nordindien begeben hatten, dorthin zurück.

### Shivaismus

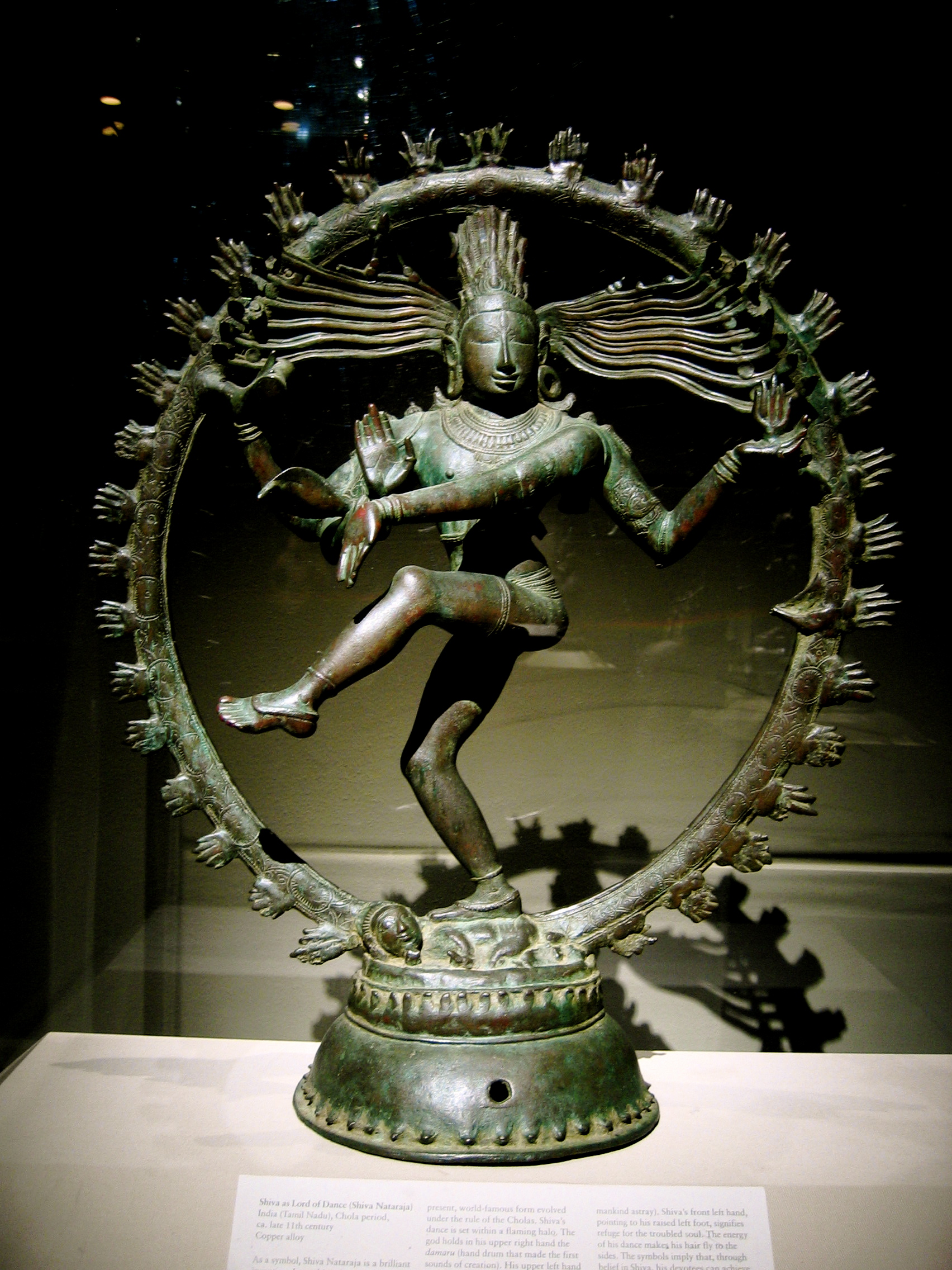
Bronzestandbild Natarajas aus der Chola-Zeit, Metropolitan Museum of Art, New York

Der Tempel von Chidambaram ist ein shivaitischer Tempel (der Shivaismus ist neben dem Vishnuismus und Shaktismus eine der drei Hauptströmungen des orthodoxen Hinduismus). Die Hauptgottheit des Tempels ist Shiva in seiner Form als Nataraja („König des Tanzes“). Chidambaram gilt als der Ort, an dem Nataraja seinen kosmischen „Tanz der Glückseligkeit“ (Ananda Tandava), der den Prozess von Schöpfung, Zerstörung und Wiedererschaffung des Universums symbolisiert, aufgeführt haben soll. Der Tempel von Chidambaram ist der einzige Hindu-Tempel, dessen Hauptgottheit Nataraja ist. Zwar finden sich auch in zahlreichen anderen südindischen Shiva-Tempeln Nataraja-Bronzen in Nebenschreinen, doch verkörpert sich Shiva dort im Hauptschrein stets als nicht-bildhaftes Linga. Mit dem Nataraja-Kult ist eine Gruppe von fünf Tempeln in Tamil Nadu assoziiert, die als „fünf Tanzhallen“ (Pancha Sabha) bekannt sind. Hierzu gehören neben dem Nataraja-Tempel von Chidambaram der Minakshi-Tempel von Madurai sowie die Tempel von Tirunelveli, Tiruvalangadu und Courtallam. Während die anderen vier Tempel jeweils einen Aspekt von Shivas Tanz (Schöpfung, Erhaltung, Verhüllung und Erlösung) verkörpern, sind in seinem Tanz in Chidambaram alle diese Taten gleichzeitig präsent. Als Ort von Shivas kosmischen Tanz gehört Chidambaram zu den heiligsten Orten Indiens. Südindische Shivaiten betrachten den Nataraja-Tempel als das wichtigste Shiva-Heiligtum überhaupt und bezeichnen ihn schlicht als „den Tempel“ (Koyil).
Im Hauptschrein des Nataraja-Tempels wird außerdem das sogenannte Chidambara Rahasya („Geheimnis von Chidambaram“) verehrt. In einem durch einen Vorhang abgetrennten leeren Raum soll sich Shiva im unsichtbaren Äther (akasha) manifestieren. Damit gehört der Nataraja-Tempel zu den „Fünf-Elemente-Tempeln“ (Pancha Bhuta Sthalangal), in denen man Shiva als Manifestation der Elemente Feuer, Erde, Wasser, Wind und Äther (wird im Hinduismus als Element verstanden) verehrt.

### Vishnuismus
Obgleich der Nataraja-Tempel ein shivaitischer Tempel ist, beherbergt er auch einen Schrein für Vishnu, den Hauptgott des Vishnuismus, der hier unter dem Namen Govindaraja verehrt wird. Dank des Govindaraja-Schreins gehört Chidambaram unter dem Namen Tiruchitrakudam zu den 108 heiligen Orten (Divya Desams) des tamilischen Vishnuismus. Der Schrein wurde 1539 während der Vijayanagar-Zeit erbaut. Der Bauherr, König Achyutadevaraya, berief sich darauf, die Verehrung Vishnus „wiederherzustellen“. Tatsächlich spricht der Umstand, dass Chidambaram im 7. und 8. Jahrhundert von zwei vishnuitischen Hymnendichtern besungen wurde, dafür, dass es dort bereits in früherer Zeit einen Vishnu-Kult gab. Von König Kulottunga II. (1133–1150) wird berichtet, er habe ein Bildnis Vishnus bei Chidambaram im Meer versenken lassen. Zeitgenössische europäische Berichte aus dem 16. Jahrhundert berichten von erbitterten Auseinandersetzungen über den Bau des Govindaraja-Schreines, bei denen sich shivaitische Priester aus Protest von der Spitze eines Gopurams gestürzt haben sollen.

## Religiöses Leben

### Priester und Tempelverwaltung

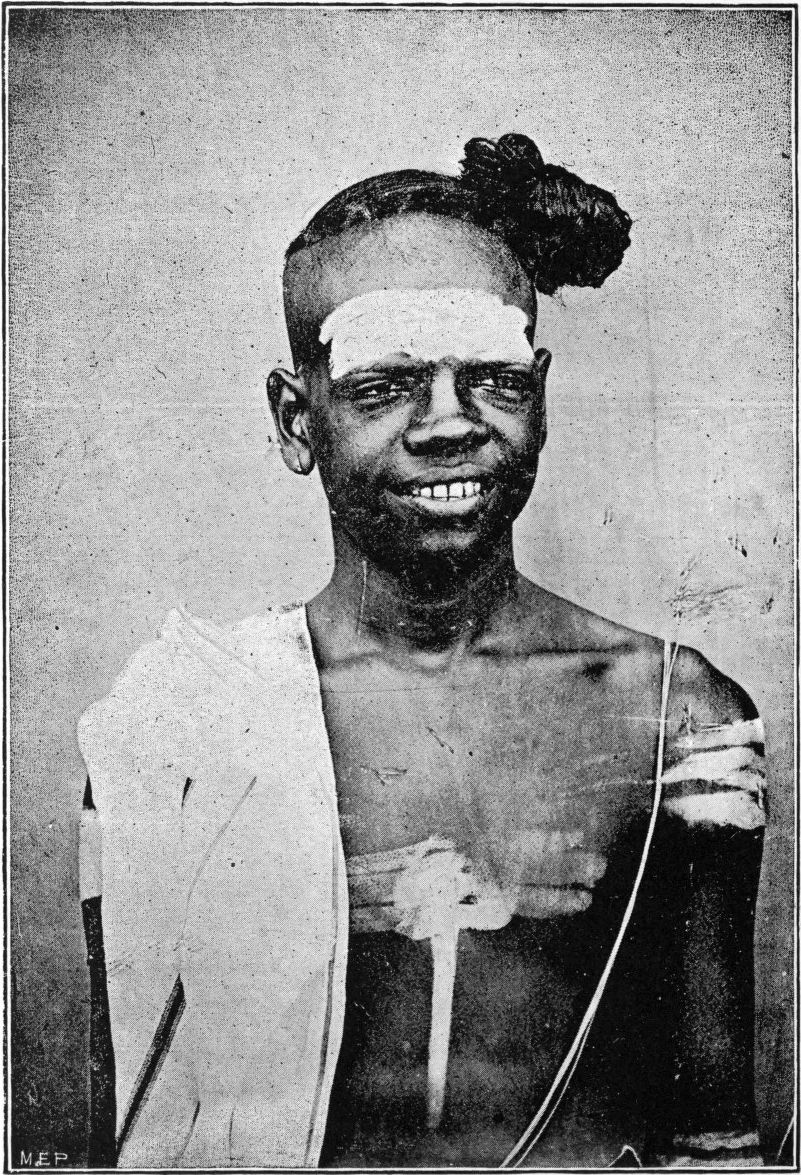
Dikshitar-Priester in Chidambaram (um 1900)

Die Priester des Nataraja-Tempels gehören der rund 1000 Mitglieder starken, in Chidambaram ansässigen Gemeinschaft der Dikshitar an. Wie alle hinduistischen Tempelpriester gehören die Dikshitars zur Kaste der Brahmanen, sie bilden aber eine eigene, endogame Gemeinschaft, die sich stark von den Tempelpriestern der übrigen Shiva-Tempel Tamil Nadus, die allesamt zur Unterkaste der Adishaiva gehören, unterscheidet. Die rund 200 verheirateten Dikshitar-Männer haben eine besondere Initiation durchlaufen, die sie dazu befähigt, im Tempel als Priester zu dienen. Die Dikshitars führen ihren Ursprung auf die Gemeinschaft der „Dreitausend“ (Muvayiravar) zurück, die der legendäre König Hiranyavarman dem Mythos zufolge nach Chidambaram geholt haben soll. Äußerlich sind die Priester an ihrer traditionellen Kleidung und ihrem Haarknoten auf der linken Kopfseite zu erkennen.
Während die Priesterschaft in anderen Tempeln streng hierarchisch ist, sind die Dikshitar-Priester egalitär organisiert und wechseln sich in der Durchführung der verschiedenen Rituale ab. Da nur verheiratete Männer als Priester dienen können, werden die Kinder der Dikshitars sehr jung verheiratet – Jungen um das Alter von zwölf, Mädchen von sieben Jahren. Die Dikshitar-Gemeinschaft erwartet von allen ihren männlichen Mitgliedern Priester zu werden und erlaubt ihnen nur in Ausnahmefällen, eine Arbeit außerhalb Chidambarams anzunehmen. Hieraus resultiert auch die außergewöhnlich hohe Zahl an Priestern, die im Nataraja-Tempel dienen – im ähnlich großen Minakshi-Tempel von Madurai arbeiten etwa nur 60 Priester.
Traditionell wurde der Nataraja-Tempel durch einen demokratischen Rat geleitet, den die zweihundert Dikshitar-Priester bilden. Hierin unterschied er sich von den anderen großen Tempeln Tamil Nadus, die durch den Staat verwaltet werden. Seit der Unabhängigkeit Indiens versuchte die Regierung des Bundesstaates mehrfach, den Nataraja-Tempel unter ihre Kontrolle zu bringen. Zwei Gerichtsentscheidungen in den Jahren 1954 und 1981 sprachen den Dikshitars noch das Recht zu, den Tempel selbst zu verwalten. Im Februar 2009 übertrug der oberste Gerichtshof Tamil Nadus nach einem langwierigen Rechtsstreit die Kontrolle über den Nataraja-Tempel auf das staatliche Hindu Religious and Charitable Endowments Administration Department. Im Januar 2014 widerrief das Oberste Gericht Indiens aber die vorige Entscheidung und übertrug die Tempelverwaltung wieder den Dikshitar.

### Rituale
Die ausgefeilten Rituale, die täglich von den Priestern des Nataraja-Tempels ausgeführt werden, folgen einem genau festgelegten Ablauf. Während der Öffnungszeiten des Tempels von 6 bis 13 und von 17 bis 22 Uhr finden am Hauptschrein jeden Tag sechs Pujas statt. Bei der ersten Puja wird morgens gegen 6.30 Uhr ein Bildnis der Füße Shivas aus seinem „Schlafgemach“, einem separaten Raum, in dem es über Nacht aufbewahrt worden war, zurück in den Hauptschrein gebracht. Zu den Ritualen, die im Laufe des Tages folgen, gehören die Waschung der Götterbilder sowie das Schwenken von Kampferlichtern vor der Gottheit. Dabei versammeln sich die Tempelbesucher vor dem Schrein, um die Gottheit zu erblicken (Darshana). Am Abend bringt man das Bildnis wieder in den Raum zurück, um die Gottheit zeremoniell zum Schlaf zu betten. Ähnliche, jedoch schlichtere Rituale finden in den Nebenschreinen statt.
Anders als die anderen Shiva-Tempel in Tamil Nadu folgen die Priester in Chidambaram nicht den shivaitischen Ritualhandbüchern, den Shaiva Agamas, sondern einem eigenen Handbuch, das der Sanskrit-Grammatiker Patanjali im 2. Jahrhundert v. Chr. niedergeschrieben haben soll. Nach Ansicht der Priester geht der von ihnen praktizierte Ritus letztlich auf die Veden, die ältesten heiligen Schriften des Hinduismus, zurück.

### Tempelfeste

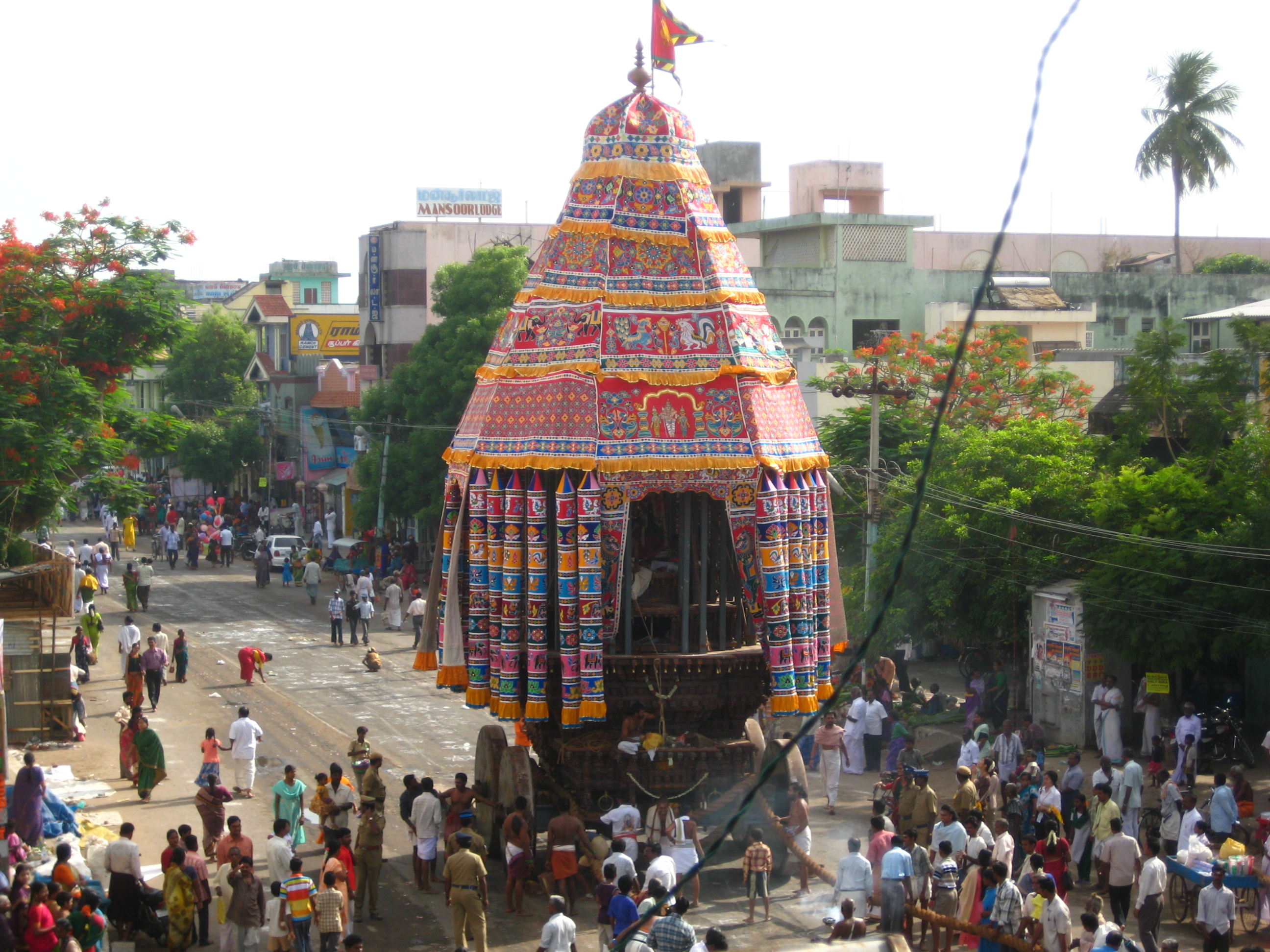
Tempelwagen (ratha) bei einer Prozession

Chidambaram feiert jährlich mehrere Tempelfeste. Das wichtigste findet im tamilischen Monat Markali (Dezember/Januar) statt. Das zehntägige Fest beginnt mit der Zeremonie des Flaggehissens und umfasst mehrere Prozessionen, bei denen die Gläubigen Götterbilder durch die Stadt tragen. Ihren Höhepunkt erreichen die Feierlichkeiten am neunten Tag, an dem Nataraja sein Heiligtum verlässt und sich dem Umzug anschließt. Während normalerweise die Hauptgötterbilder eines Hindu-Tempels unbeweglich sind und man für die Tempelfeste spezielle Prozessionsfiguren benutzt, wird in Chidambaram das Bronzebildnis Natarajas aus dem Allerheiligsten herausgetragen und auf einem großen Wagen (ratha) um den Tempel herum gezogen. Am zehnten und letzten Tag wird die Gottheit in der großen Abhisheka-Zeremonie gesalbt. Diese Tage bilden in Chidambaram den Höhepunkt des Jahres und ziehen regelmäßig bis zu 200.000 Besucher an.
Ein zweites großes Tempelfest findet im Monat Ani (Juni/Juli) statt. Es dauert ebenfalls zehn Tage und ähnelt in seinem Ablauf dem Markali-Fest. Bei einem weiteren Fest im Monat Masi (Februar/März) bringt man das Bildnis Natarajas an die Meeresküste.